# Whakarewarewa

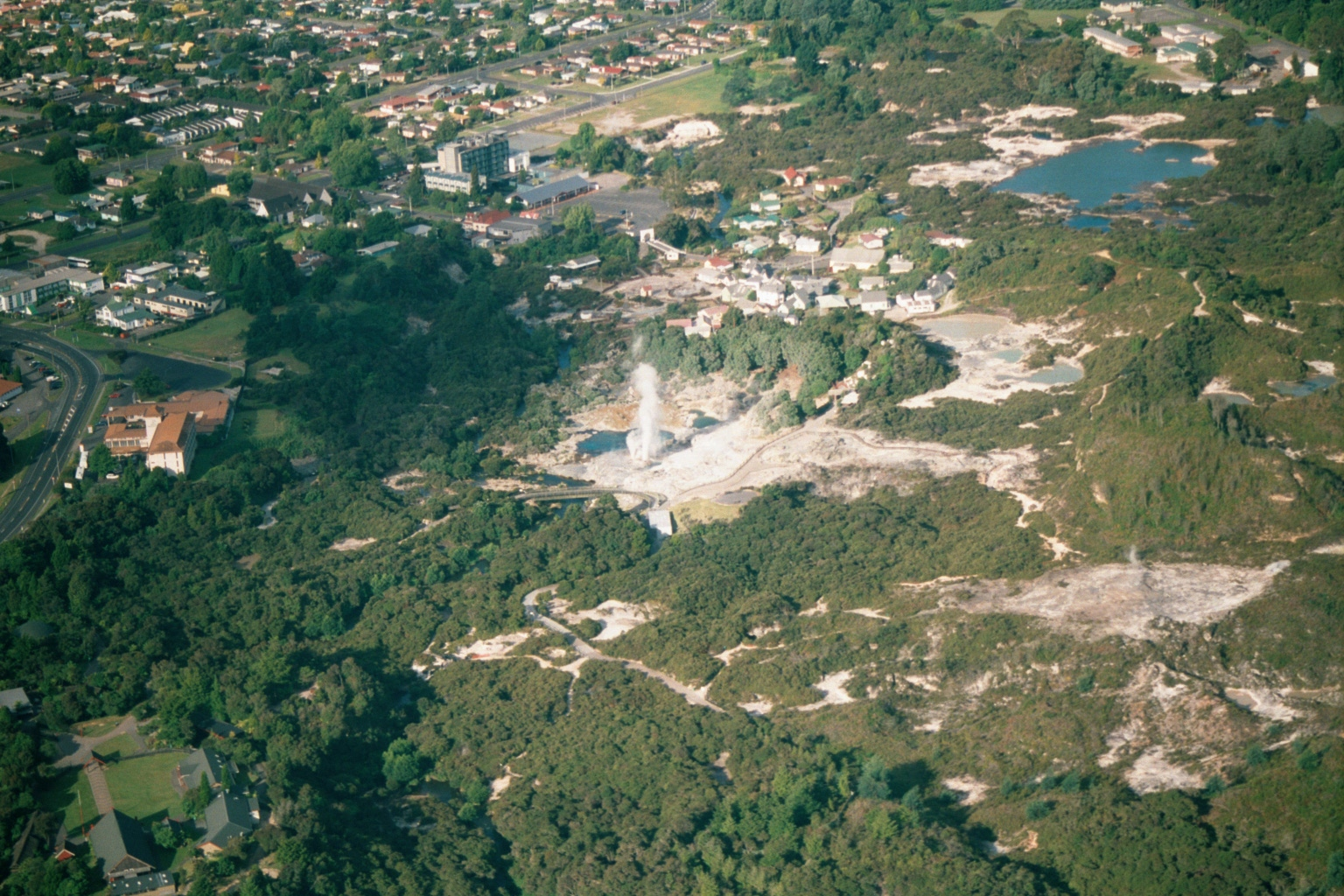
Vista aerea di Whakarewarewa; al centro, il Pohutu Geyser sta eruttando.

Whakarewarewa (versione ridotta di Te Whakarewarewatanga O Te Ope Taua A Wahiao, che significa il luogo di ritrovo per i guerrieri di Wahiao, è spesso abbreviato in Whaka dai locali) è un'area geotermica nell'area semi-rurale di Rotorua, nella zona vulcanica di Taupo in Nuova Zelanda. Questo sito era la fortezza Maori di Te Puia, occupata per intorno al 1325, e conosciuta come una roccaforte impenetrabile. I maori hanno occupato il luogo da allora, sfruttando l'attività geotermica nella valle per il riscaldamento e la cottura.
Whakarewarewa conta circa 500 stagni, la maggior parte delle quali sono sorgenti calde di cloruri alcalini, e almeno 65 geyser. Sette geyser sono attivi all'inizio del XXI secolo; il maggiore di questi, il Pohutu  (Pohutu Geyser), il cui nome significa "schizzi" o "esplosioni", erutta ogni ora ad altezze fino a 30 metri.
Molte delle caratteristiche termiche di Whakarewarewa sono state influenzate dai residenti di Rotorua, che sfruttano le correnti geotermiche sotto la città in pozzi poco profondi (20–200 m di profondità) per estrarre acqua calda per il riscaldamento domestico e l'uso commerciale. Un programma di chiusura dei pozzi nel 1987-1988 ha portato all'otturazione di 106 pozzi nel raggio di o 1,5 km  dal geyser Pohutu, con una restrizione sullo sfruttamenti di altri 120 pozzi al di fuori del raggio. Successivamente è stato osservato un netto recupero di attività dei geyser e delle sorgenti calde di Whakarewarewa.
L'area comprende le case Te Pākira Marae e Wahiao, luoghi di riunione del hapū Tūhourangi di Ngāti Puta, Ngāti Uruhina, Ngāti Wahiao, Tūhourangi e Ngāti Taoi.

## Geyser

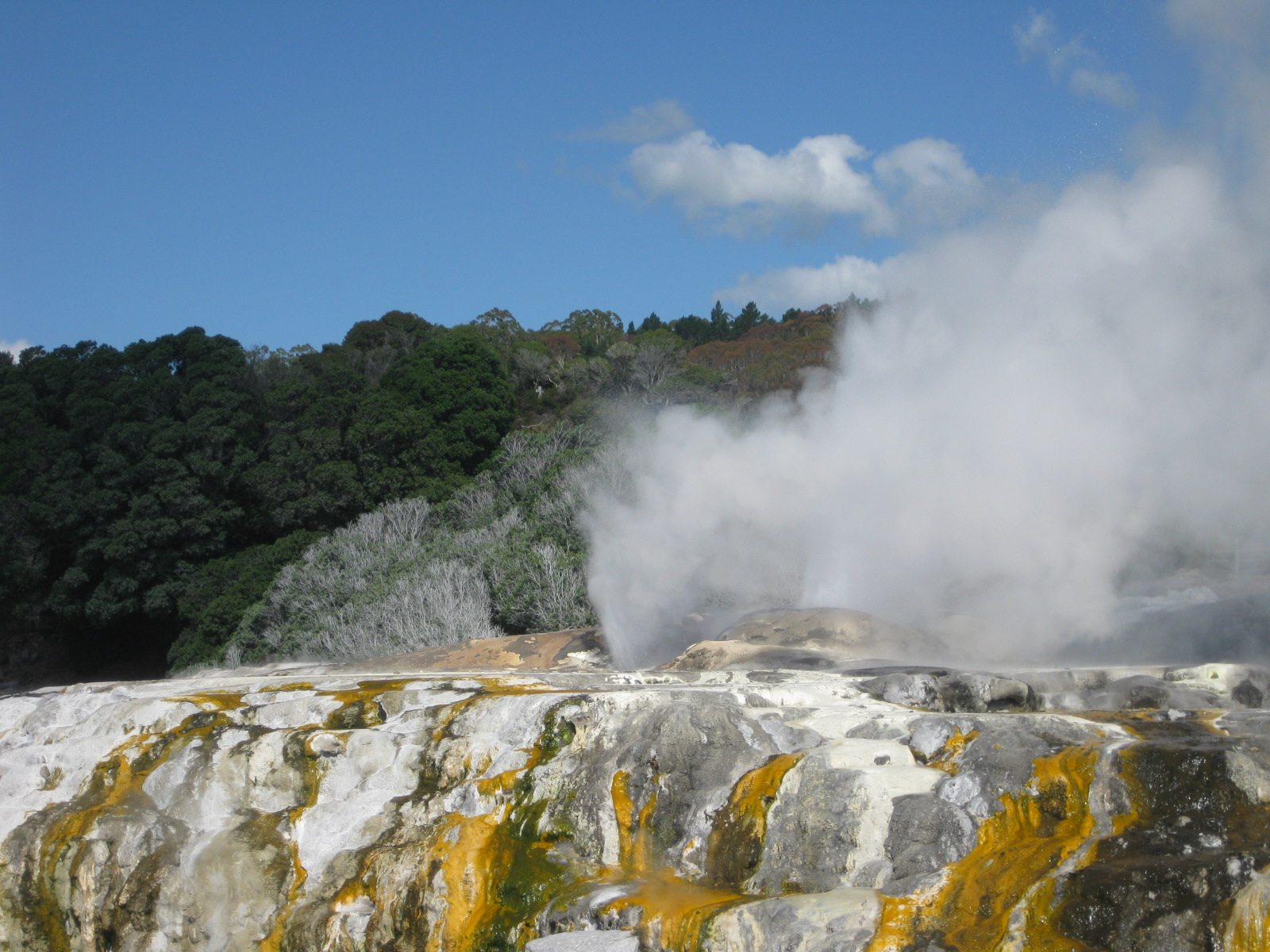
Eruzione del geyser delle Piume del Principe di Galles.

La maggior parte dei geyser attivi a Whakarewarewa si trovano sul Geyser Flat, allineati su una faglia comune. Si tratta di un sistema altamente complesso, con l'attività di un geyser che influenza quella di un altro.

### Kereru
Il geyser Kereru, circa 2 m sopra il torrente Puarenga, esplode ogni pochi giorni o settimane in un getto a forma di ventaglio alto 15 m. Tra il 1972 e il 1988 non si verificarono grandi eruzioni e sembra che la ripresa dell'attività sia stata direttamente collegata all'improvvisa riduzione delle estrazioni nel 1987. Il geyser Kereru è probabilmente indipendente da altre sorgenti sulla faglia. 

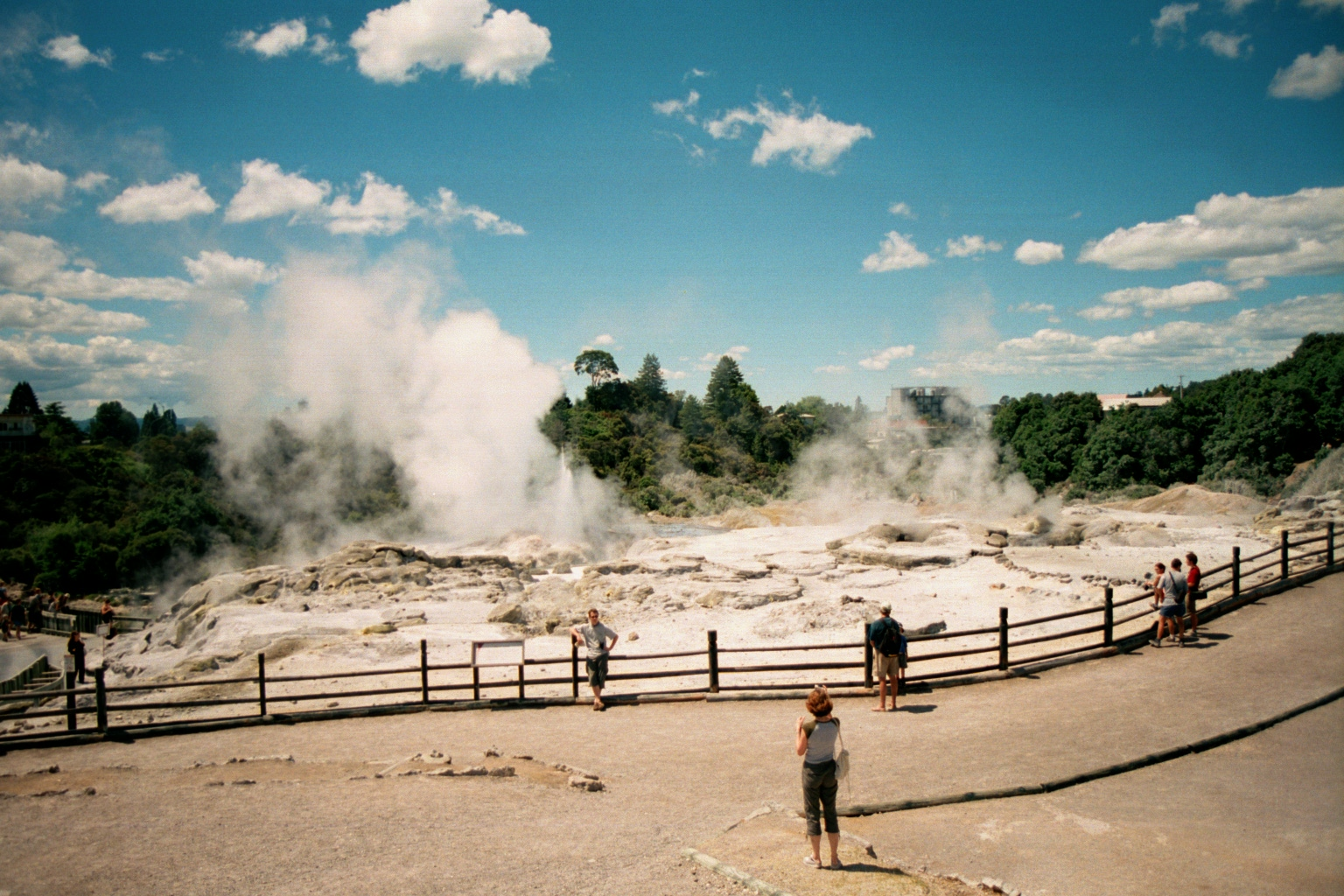
Il Geyser Flat.

### Pohutu, Te Tohu e Waikorohihi
Il geyser Piume del Principe di Galles (Prince of Wales Feathers Geyser) o Te Tohu, il geyser Pohutu, il geyser Te Horu (il calderone) e il geyser di Waikorohihi sono su un altopiano di sinterizzazione circa 6 metri sopra al torrente Puarenga. Il geyser Piume del Principe di Galles, il più vicino al Pohutu, precede sempre quest'ultimo nelle eruzioni, inizialmente con un getto debole ma che aumenta gradualmente di potenza fino ad avere una colonna alta 9 metri che esplode quando anche il Pohutu erutta. A volte il geyser Waikorohihi erutta con un getto discontinuo di 5 metri, seguito dalle Piume del Principe di Galles, e infine dal Pohutu.
Il Te Tohu venne ribattezzato nel 1901 "Piume del Principe di Galles" durante una visita dei reali britannici, perché il pennacchio del geyser (plume in inglese) ricordava le piume del copricapo dell'erede al trono Giorgio.

### Te Horu
Fino al 1972, il geyser Te Horu eruttava sui 2–7 metri di altezza 10-15 volte al giorno, ma poi cessarono le eruzioni e persino l'ebollizione della pozza. L'acqua nella bocca di Te Horu ha ricominciato a traboccare nel 1998. Esiste una connessione diretta tra Te Horu e Pohutu, con l'acqua raffreddata dall'aria eruttata dal Pohutu che ricade in gran parte nella bocca del Te Horu. Questo potrebbe spiegare la credenza popolare secondo cui Pohutu è più attivo quando c'è un vento da sud, perché la maggior parte dell'acqua viene quindi spazzata via a nord, mentre con un vento da nord l'acqua raffreddata dal vento viene di nuovo incanalata nel sistema, abbassandone la temperatura e ritardando la successiva eruzione.

### Mahanga
Il geyser Mahanga, chiamato anche "il guantone da boxe", è un vecchio geyser di cui non si conoscono eruzioni fino al 1961. Le eruzioni alte 3-4,5 metri avvengono in modo del tutto indipendente dal vicino Waikorohihi.

### Wairoa
Il geyser Wairoa è noto per le sue eruzioni alte 60 metri. Ha eruttato per l'ultima volta nel dicembre 1940, dopo di che il livello dell'acqua è sceso a 4,5 m. sotto il livello di straripamento della pozza e l'acqua è divenuta acida. Tuttavia, all'inizio del 1996, il livello d'acqua è salito di più di un metro, con un'ebollizione potente e continua.

### Waikite e Pareia
Dietro al Geyser Flat si trova il geyser Waikite, che costituisce l'apice di un'importante collinetta di sinterizzazione 260 metri a sud del geyser Pohutu. Ha eruttato per l'ultima volta nel marzo 1967 e da allora lo sfiato è rimasto asciutto con un debole pennacchio di fumo. Nel giugno 1996, la fossa asciutta di dello sfiato profonda 8,5 m improvvisamente si è riempita con acqua bollente. In passato, il Waikite tendeva a scoppiare dopo periodi prolungati di forti piogge, suggerendo che l'acqua nella sua bocca dipendesse dalle precipitazioni. Il Pareia Geyser, appena oltre il Waikite, si è riattivato negli anni 2010.

### Papakura
Il geyser Papakura è l'altro geyser dormiente notevole a Whakarewarewa; ha eruttato per l'ultima volta nel settembre 2015 dopo un periodo di 110 anni durante il quale ha avuto un'attività continua, indebolita molto brevemente solo tre volte, l'ultima delle quali iniziata nel 1979. La cessazione delle eruzioni del Papakura è stata all'origine del programma di monitoraggio della geotermia a Rotorua nel 1981.

## Galleria d'immagini

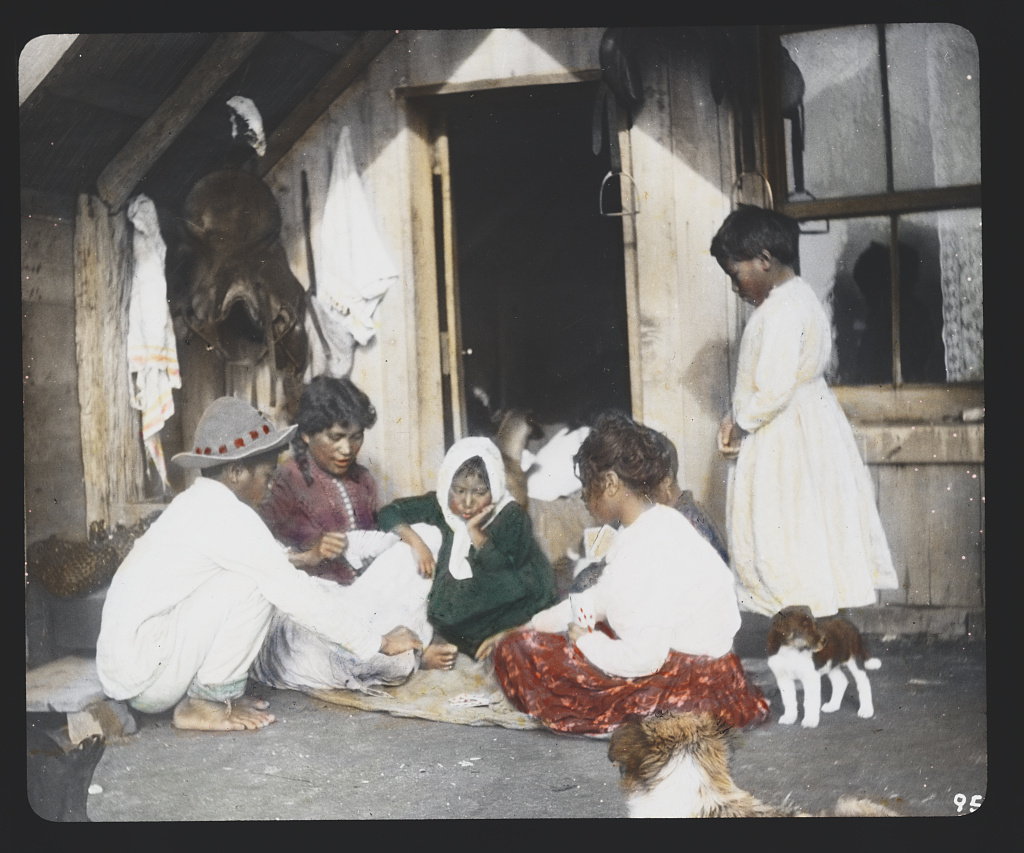
Donna e bambini maori giocano a carte sull'uscio della loro casa di Whakarewarewa (1895)
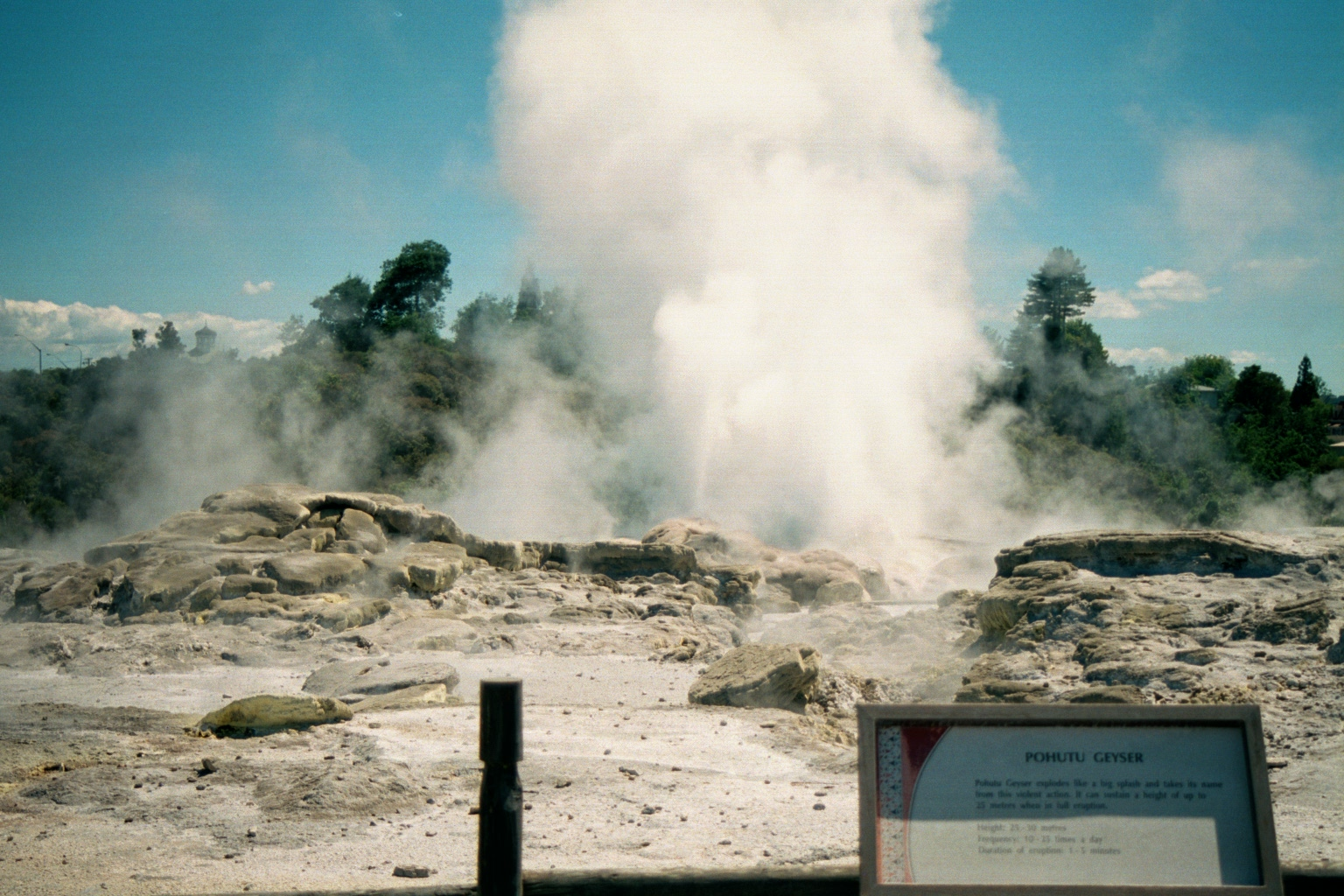
Geyser Pohutu
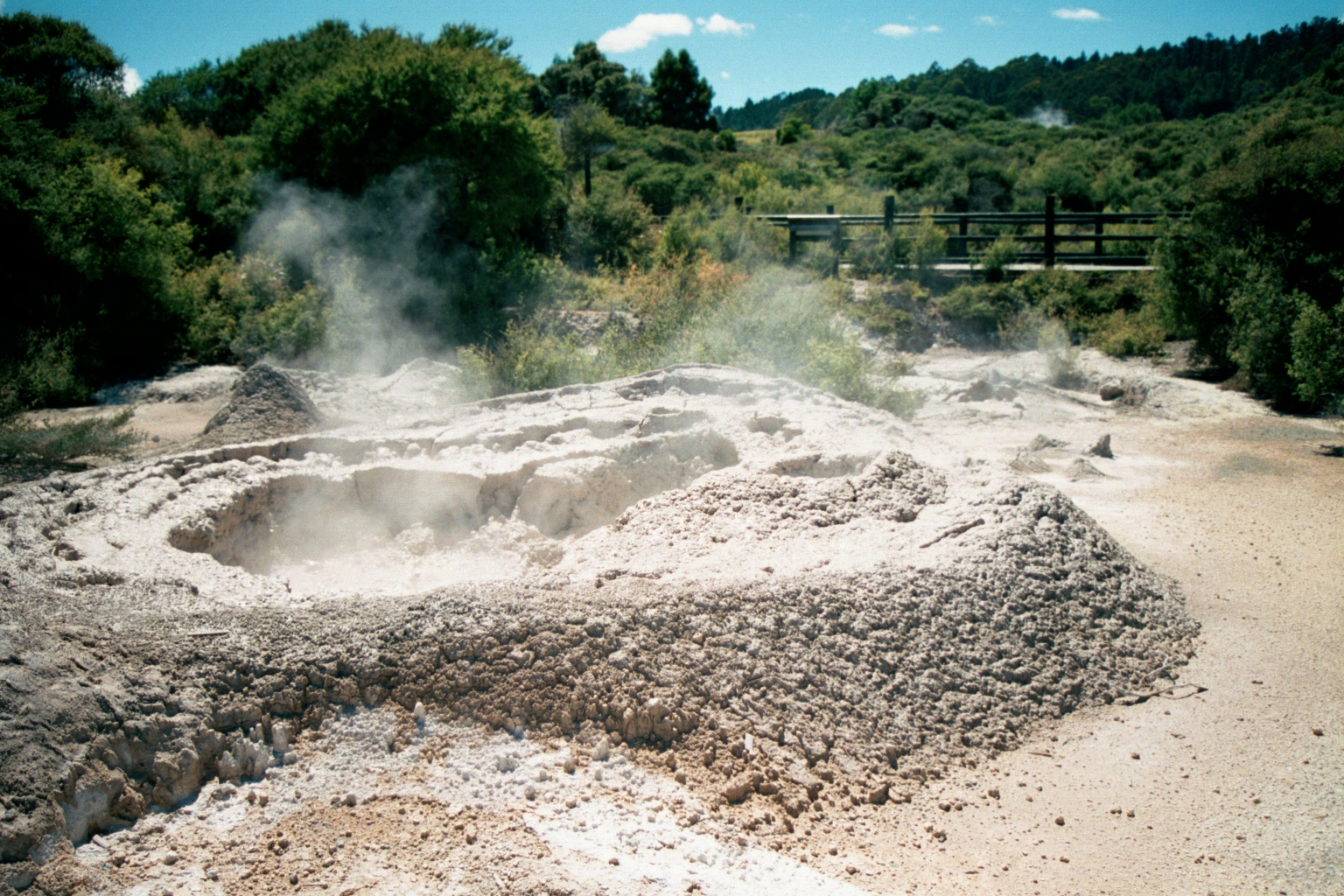
Una pentola di fango
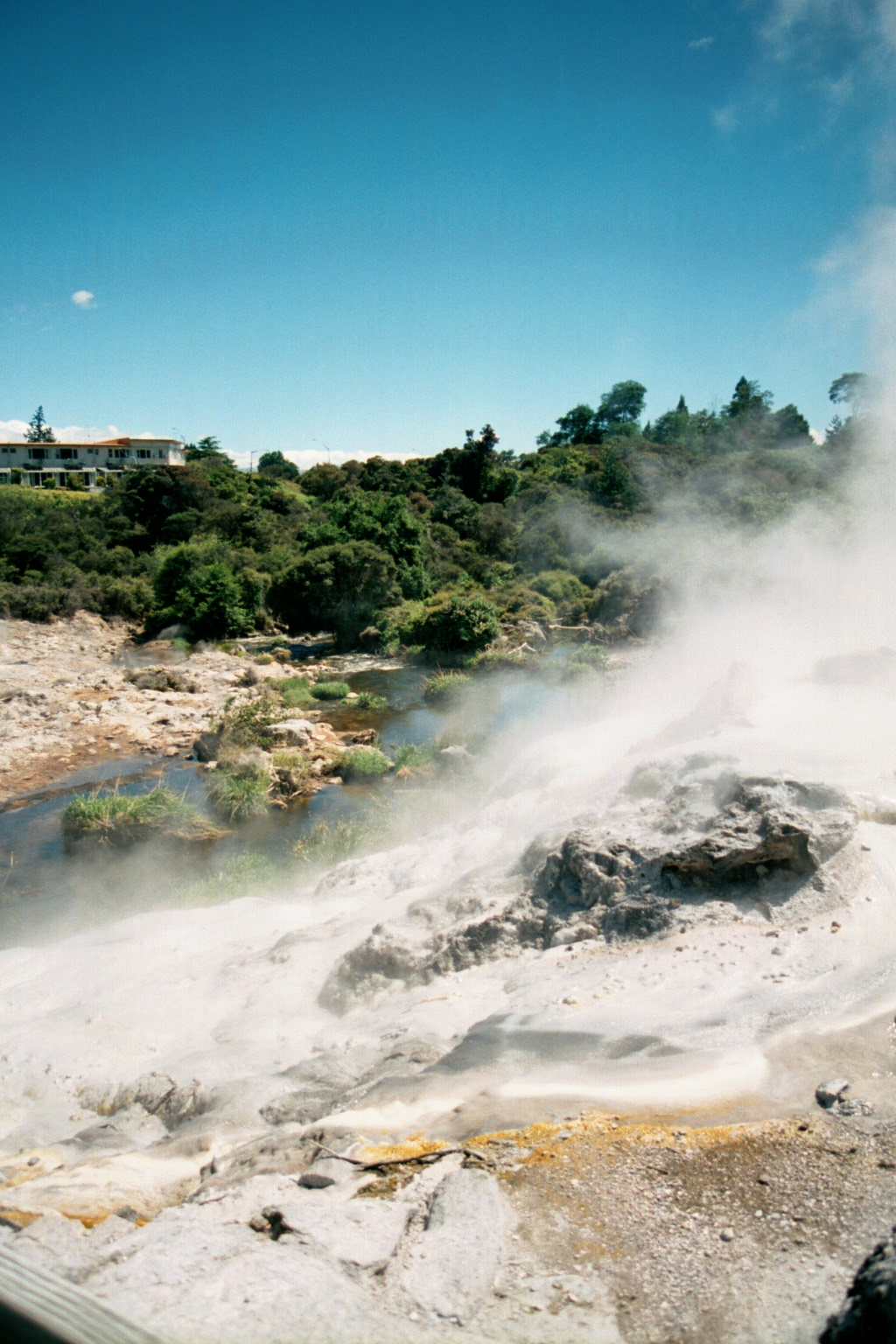
Parte del Geyser Flat
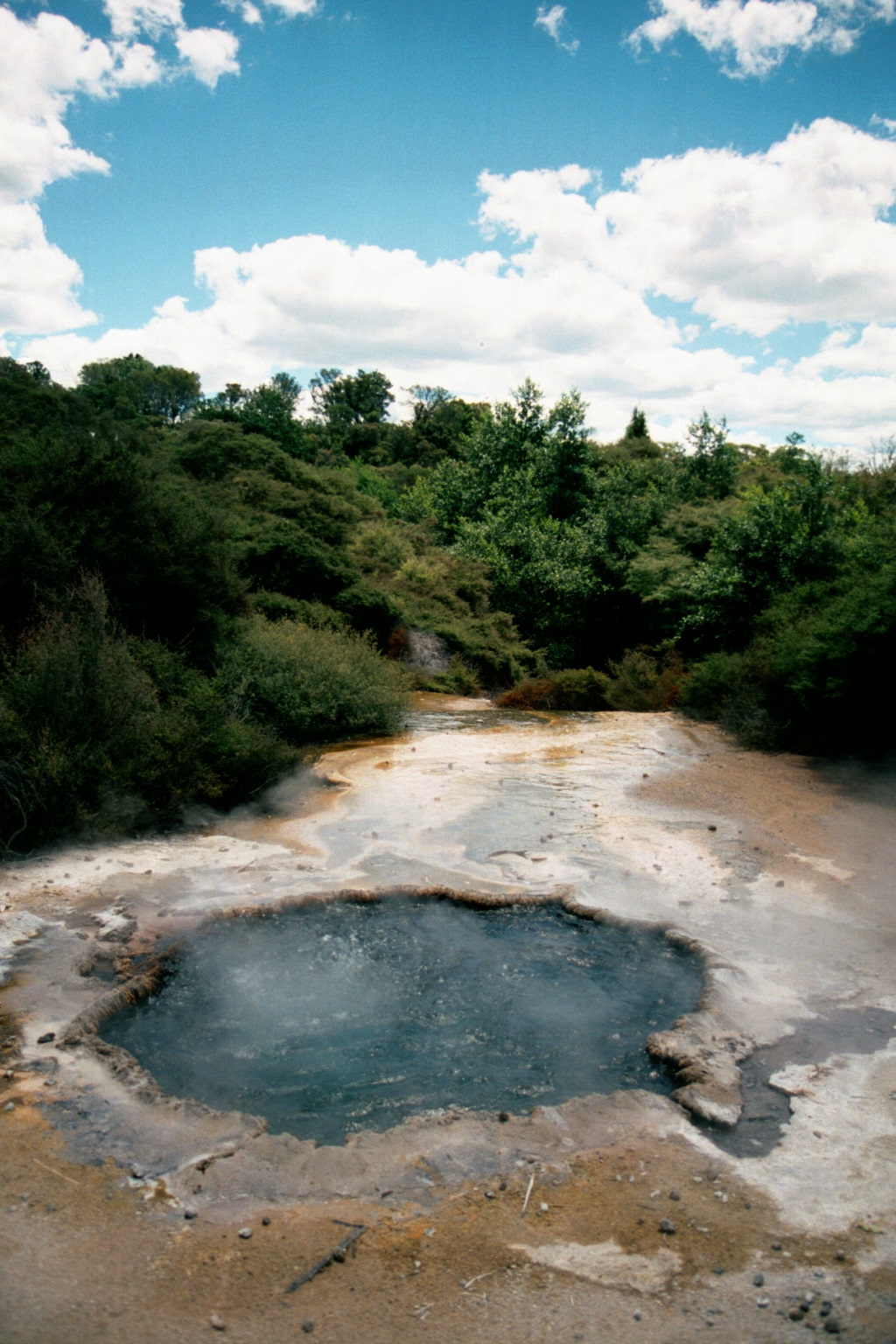
La sorgente termale Ngararatuatara ("piscina cucina")
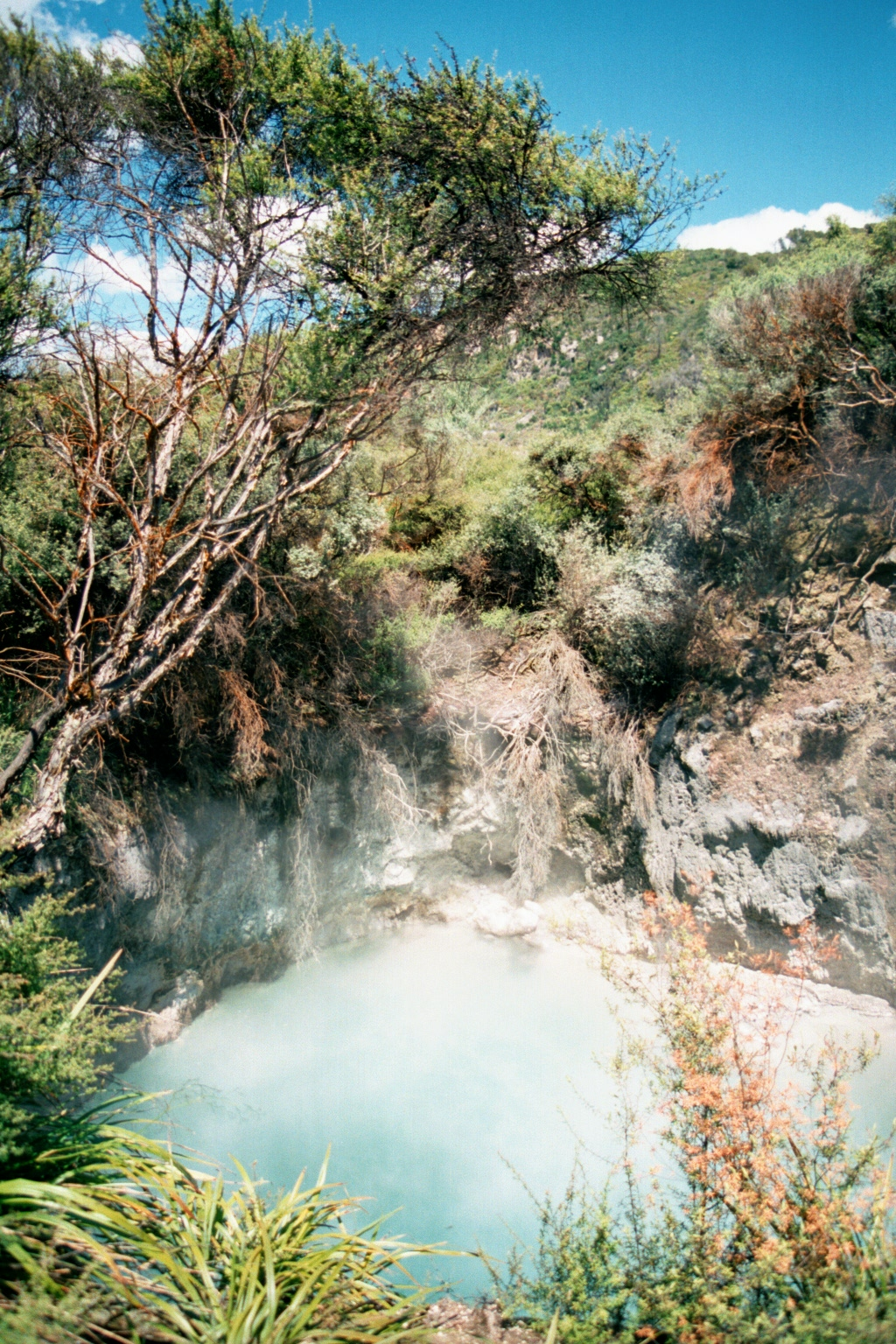
Una fumarola
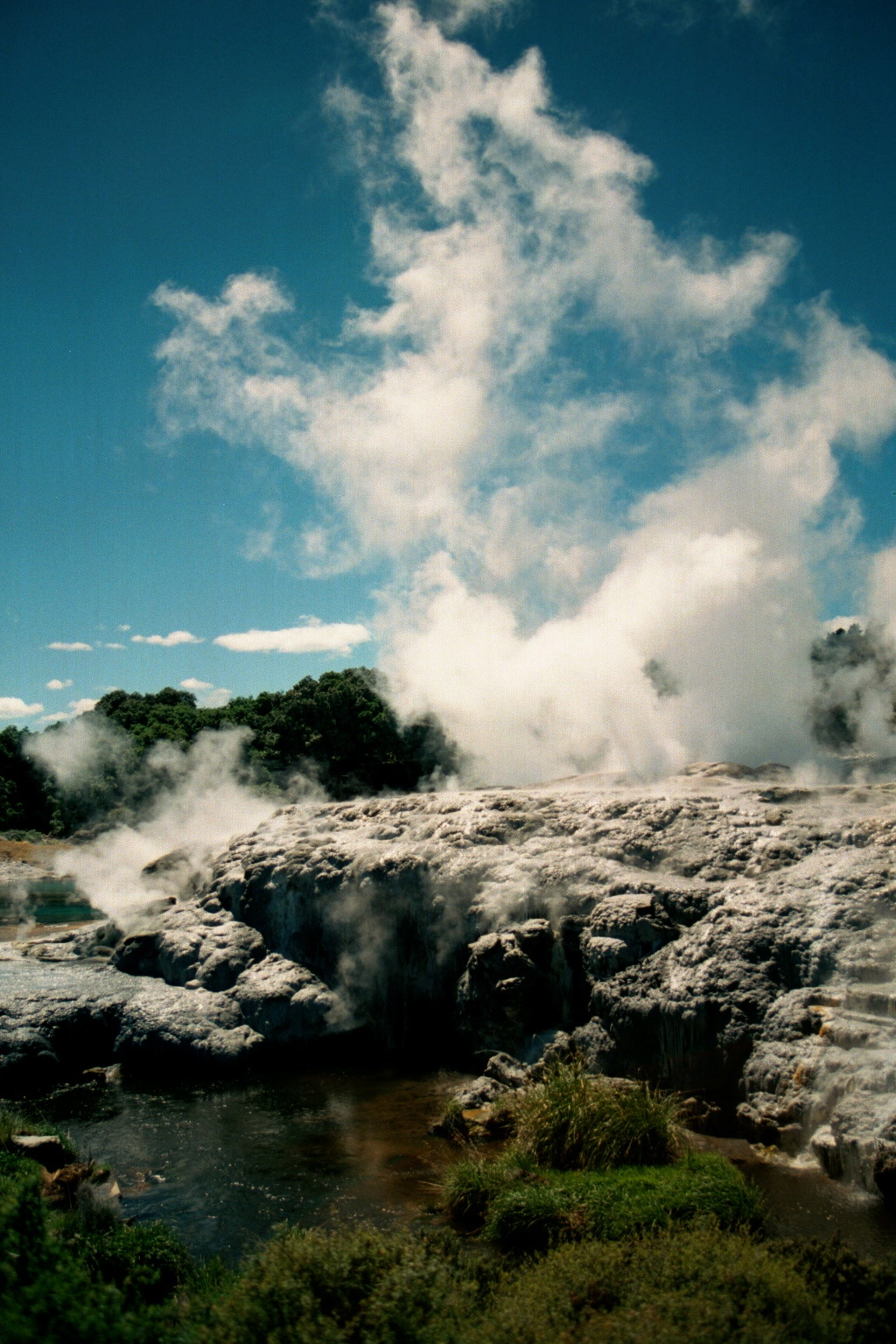
Il Puarenga Stream
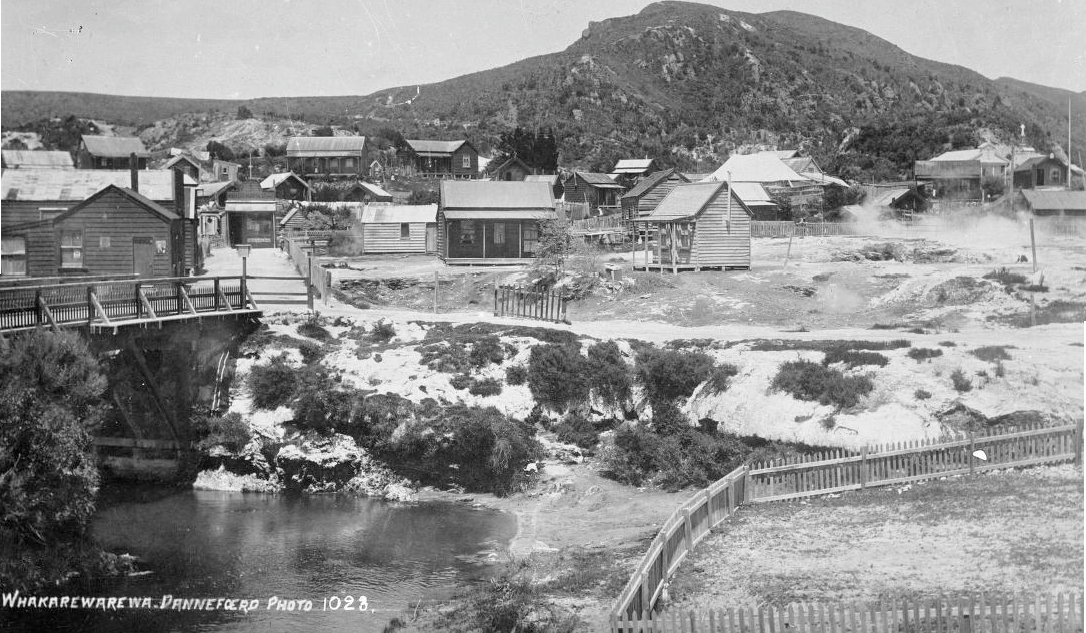
Immagine storica della città (1908)